# Maryn
Maryn – imię męskie pochodzące od łacińskiego przymiotnika marinus, "morski". Wersją oboczną jest Maryniusz. Wśród patronów tego imienia św. Maryn, od imienia którego pochodzi nazwa państwa San Marino.
Żeńskim odpowiednikiem jest Maryna.
Maryn i Maryniusz imieniny obchodzą 3 marca, 8 sierpnia, 3 września i 15 grudnia.
Znane osoby noszące to imię:
- Maryn z Cezarei Palestyńskiej – męczennik i święty z III wieku
- Maryna-Maryn - święta z V wieku[2]
- Maryn I, Maryn II – papieże
- Maryn Blanes Giner (1888–1936) – hiszpański błogosławiony Kościoła katolickiego
- Marin Marais (1656–1728) – francuski muzyk i kompozytor
- Marin Mersenne
- Marino Morosini – doża Wenecji od 13 czerwca 1249 do 1 stycznia 1253
- Rinus Michels, właśc. Marinus Jacobus Hendricus „Rinus” Michels – holenderski piłkarz, trener piłkarski, twórca tzw. futbolu totalnego
- Marinus van Reymerswaele (ok. 1490 – po 1567) – niderlandzki malarz okresu manieryzmu
- Marin Skender
- Marin Soljačić (ur. 1974) – fizyk, profesor (assistant professor) w MIT, który opracował bezprzewodową metodę przesyłania energii elektrycznej
- Marinus van der Lubbe – domniemany podpalacz Reichstagu
- Willem Marinus van Rossum – holenderski duchowny katolicki, kardynał
- Marino Marini – piosenkarz